# Барбе
Барбе (фр. Barbey) је насељено место у Француској у региону Париски регион, у департману Сена и Марна.
По подацима из 2011. године у општини је живело 195 становника, а густина насељености је износила 45,14 становника/km².

## Демографија
| 1962. | 1968. | 1975. | 1982. | 1990. | 2011. |
| ----- | ----- | ----- | ----- | ----- | ----- |
| 115   | 109   | 115   | 125   | 140   | 195   |